# Nepenthes hemsleyana
Nepenthes hemsleyana — вид квіткових рослин родини непентесових (Nepenthaceae).

## Назва
Вид названий на честь британського ботаніка Вільяма Гемслі.

## Поширення
Рослина є ендеміком Борнео. Росте на лісових торф'яних болотах та у вересових лісах нижче 200 м над рівнем моря.

## Симбіоз із кажанами
Глечик Nepenthes hemsleyana служить місцем укриття для кажанів. Всередині глечика прохолодно, немає паразитів та інших кажанів. У свою чергу, кажан удобрює непентес своїми екскрементами, збагаченими азотом. Кажан шукає місце для сідала за допомогою ехолокації, тобто випромінює ультразвукові хвилі і pf їхнім відбиттям визначає відстань до об'єкта і його форму. Біологи з'ясували, що всередині глечика N. hemslayana є особлива увігнута структура, яка відбиває сигнал кажана так, що тварина його розпізнає і приземляється в глечик. Ця структура в глечику N. hemslayana служить своєрідним акустичним маркером. В густому лісі він дає рослині перевагу перед іншими рослинами, які могли б служити кажанам сідалом.